# Psychoterapeutický výcvik
Psychoterapeutický výcvik je výukový a výcvikový proces, při kterém se z laika stává kvalifikovaný psychoterapeut. Výcvik vedou lektoři té které psychoterapeutické školy.
Výcvik má obvykle několik částí. Jsou to:
- sebezkušenostní (zážitková) část (skupinová a individuální),
- výklad teorie,
- práce s klientem pod supervizí,
- závěrečná práce či zkouška.

## Součásti psychoterapeutického výcviku
V sebezkušenostní (zážitkové) části adept sám na sobě zakouší postupy vlastní psychoterapeutickému směru, který studuje, sám de facto podstupuje částečnou psychoterapii. Děje se tak postupem, který výstižně popisuje odposlechnutá laická definice: „Budoucí terapeuti sedí v kruhu a baví se o věcech, o kterých se ve slušné společnosti nemluví.“
V teorii se dozví něco z historie studovaného psychoterapeutického směru (obvykle zejména životopis jejího zakladatele), uslyší hodně subjektivních tvrzení o účinnosti studované psychoterapie a málo objektivních dokladů téhož. Jiné psychoterapeutické směry bývají zmíněny okrajově.
V práci s klientem pod supervizí adept psychoterapie pracuje s klientem, jeho práce je však pravidelně kontrolována lektorem.
Závěrečná práce obvykle zahrnuje kazuistiku. Zkouška se týká teorie.
Kompletní výcvik obvykle trvá 4 – 7 let (500 – 1000 hodin), v současné době (2019) stojí asi 25-30 000 Kč za rok.

## Po skončení psychoterapeutického výcviku
Po skončení psychoterapeutického výcviku obdrží absolvent osvědčení a je mu umožněno (po splnění eventuálních dalších podmínek, například zákonné registrace apod.) své kvalifikace využívat ku prospěchu svému i jiných. Je-li původní profesí absolventa psychoterapeutického výcviku lékařství či psychologie, obvykle pracuje ve zdravotnictví, nazývá se psychoterapeutem, zabývá se pacienty a za práci mu platí zdravotní pojišťovna. Je-li původní profese absolventa psychoterapeutického výcviku jiná, potom obvykle pracuje mimo zdravotnictví, nazývá se poradcem, má klienty a za práci mu platí sami klienti.
I po skončení výcviku je záhodno, aby se absolvent dále vzdělával, avšak zejména je nutno, aby dokázal rozpoznat ty případy, na které sám nestačí, a předložil je kolegům nebo s nimi šel do supervize.
Někteří z absolventů výcviku po nějaké době praxe složí další zkoušky a sami se stávají lektory dané psychoterapeutické školy.